# Kamikaze

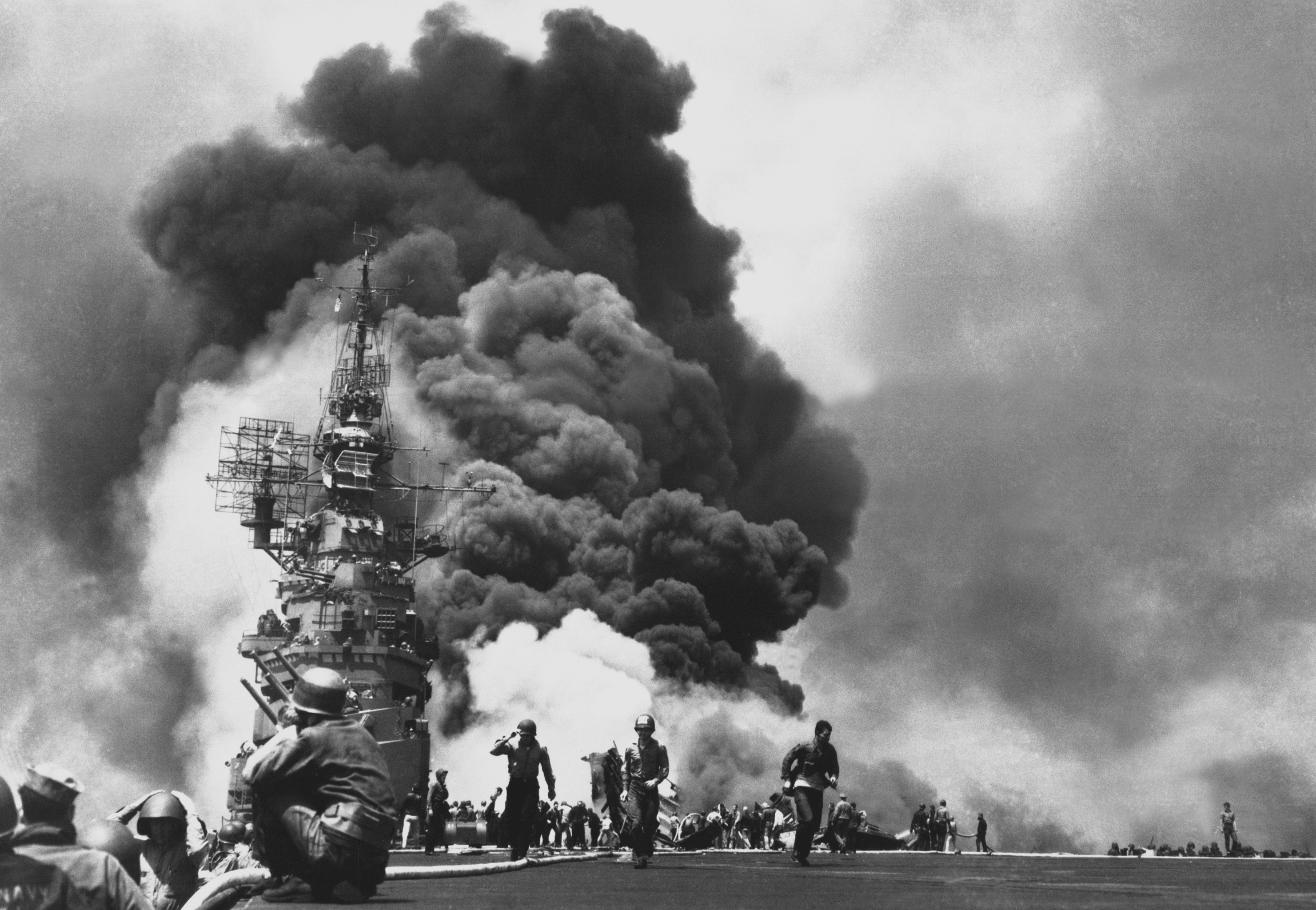
Hangarfartyget ' träffad av två kamikaze-plan, nära Kyushu den 11 maj 1945. Av en besättning på 2 600 man dog 372.

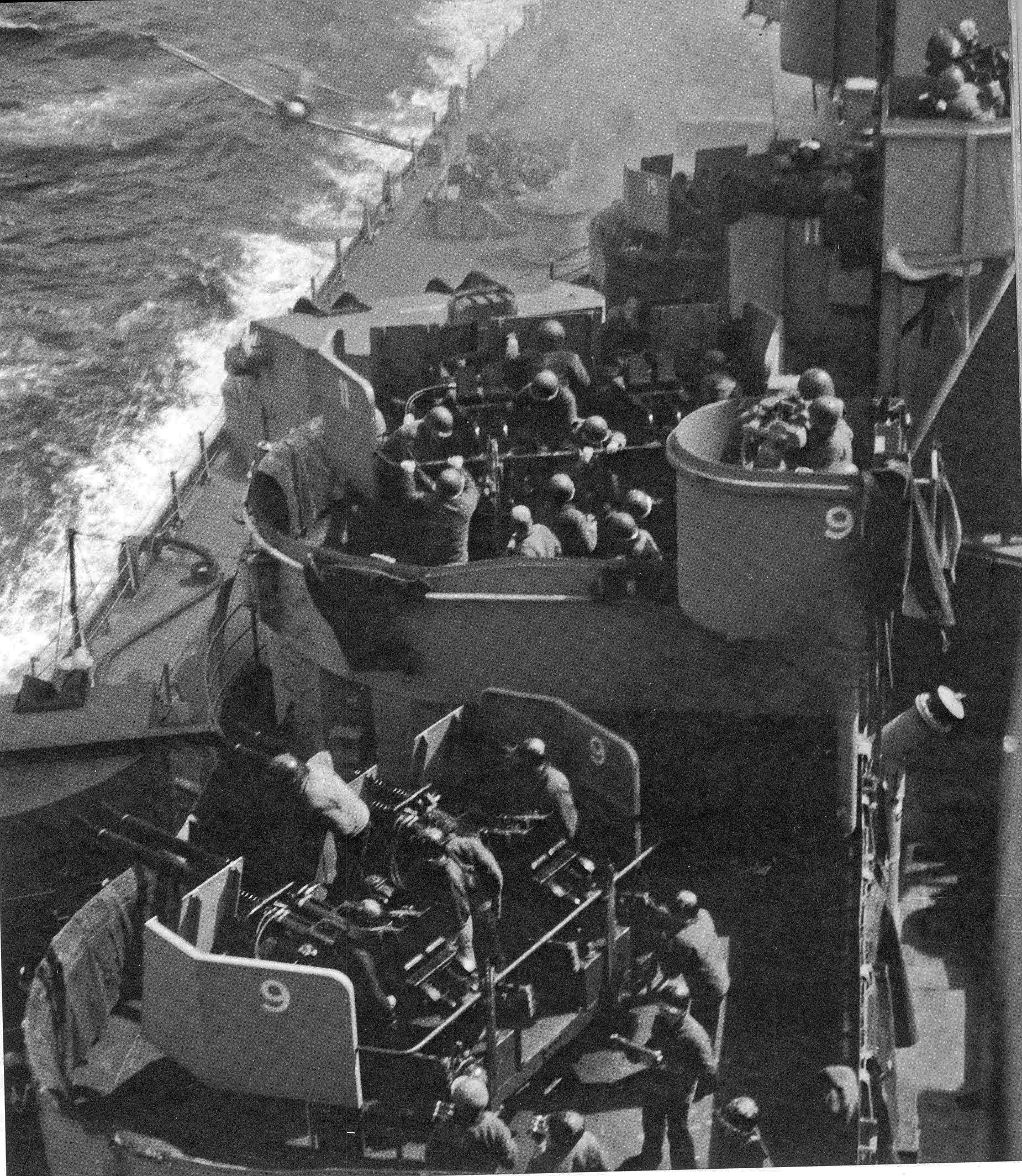
Kamikaze-angrepp på skeppet.

Kamikaze (japanska: 神風, "gudavind"), i Japan kallat Tokubetsu Kōgekitai (特別攻撃隊?), Tokkō Tai (特攻隊?), eller Tokkō (特攻) var de självmordsattacker som utfördes av japanskt stridsflyg mot de allierades fartyg i stillahavskriget under slutskedet av andra världskriget, vilket gick ut på att avsiktligt kollidera (ramma) sina flygplan, i regel fullastade med bomber, torpeder och bränsle, in i de allierades skepp. Taktiken användes av både den kejserliga japanska arméns luftkår och den kejserliga japanska flottans flygkår, trots att de annars agerade som skilda militärväsen. 
Kamikaze syftar ursprungligen på en tropisk storm som år 1281 skingrade Kublai Khan's flotta som hotade landet under de mongoliska invasionerna av Japan. Namnet som gavs åt orkanen användes under andra världskriget om en kampanj självmordsattacker mot de allierades skepp utförda av japanska piloter. Ordet har bortom det japanska språkområdet, till exempel i svenskan, kommit att användas om självmordsattacker i allmänhet vilket alltså inte överensstämmer med ordets ursprungliga betydelse.
Hösten 2006 utgav den japanska tidningen Yomiuri Shimbun en bok om Japans roll under andra världskriget, Kensho Senso Sekinin, som tar upp Japans ansvar för kriget. Här granskas även kamikazeprojektet och studien visar att självmordsflygarna inte alltid var så hjältemodiga kejsardyrkare utan utförde sitt uppdrag enbart för att de blev beordrade till det. Boken ledde till en stormig debatt i Japan.
Det var inte så effektivt att bomba fartygen med flygplan. Det visade sig att alla kamikazeflygplan, vilket var över 2 000, bara sänkte 32 fartyg.